# Leichtathletik-Länderkampf der Männer 1951 BR Deutschland – Luxemburg
| 2. Leichtathletik-Länderkampf mit bundesdeutscher Beteiligung 1951 | 2. Leichtathletik-Länderkampf mit bundesdeutscher Beteiligung 1951 |               |
| ------------------------------------------------------------------ | ------------------------------------------------------------------ | ------------- |
|                                                                    |                                                                    |               |
| Ländervergleich der Männer: BR Deutschland – Luxemburg             |                                                                    |               |
| Austragungsort                                                     | Trier                                                              |               |
| Wettbewerbe                                                        | 15                                                                 |               |
| Datum                                                              | 4. August 1951                                                     |               |
| 1. FRG 2. LUX                                                      | 112 Punkte 044 Punkte                                              |               |
| Chronik                                                            |                                                                    |               |
| ← AUT-FRG/YUG-FRG (F)                                              | SWE-FRG (M) →                                                      | SWE-FRG (M) → |

Der zweite Vergleich des Länderkampfjahres 1951 wurde am 4. August in Trier mit Luxemburg ausgetragen. Es war die zweite Begegnung der beiden Nationen in einem Leichtathletik-Länderkampf der Männer, im Juli 1939 waren die beiden Teams bereits einmal aufeinander getroffen. Damals hatte Deutschland einen deutlichen Sieg davon getragen.

## Wettbewerbe und Modus
Auf dem Programm standen fünfzehn Disziplinen, die an einem Tag stattfanden. Aus dem olympischen Programm fehlten die Rennen über 10.000 Meter, 400 Meter Hürden und 3000 Meter Hindernis, der Dreisprung, der Hammerwurf sowie der Marathonlauf und der Zehnkampf. Anstelle des 5000-Meter-Laufs wurde ein Wettbewerb über 3000 Meter ausgetragen. Gewertet wurde nach dem später mehr und mehr üblichen System mit der Punkteverteilung Pl. 1: 5 P, Pl. 2: 3 P, …, Pl. 4: 1 P in der Einzelwertung sowie fünf zu drei Punkte in der Staffel.

## Ergebnis
Die Bundesrepublik Deutschland entschied alle Wettbewerbe für sich, elf davon mit Doppelsiegen. So kam es mit 112 zu 44 Punkten zu einem hoch dominanten Sieg für die bundesdeutschen Leichtathleten gegen das kleine Luxemburg.

## Legende
Kurze Übersicht zur Bedeutung der Symbolik – so üblicherweise auch in sonstigen Veröffentlichungen verwendet:
| DNF | nicht im Ziel (did not finish) |

## Resultate

### 100 m
| Platz | Athlet            | Land | Zeit (s) |
| ----- | ----------------- | ---- | -------- |
| 1     | Heinz Fischer     | FRG  | 11,0     |
| 2     | Konrad Wittekindt | FRG  | 11,0     |
| 3     | Robert Schaeffer  | LUX  | 11,2     |
| 4     | Decker            | LUX  | 11,3     |

### 200 m
| Platz | Athlet           | Land | Zeit (s) |
| ----- | ---------------- | ---- | -------- |
| 1     | Heinz Kosina     | FRG  | 22,4     |
| 2     | Leo Lickes       | FRG  | 22,5     |
| 3     | Robert Schaeffer | LUX  | 22,8     |
| 4     | Aisné Knepper    | LUX  | 23,8     |

### 400 m
| Platz | Athlet          | Land | Zeit (s) |
| ----- | --------------- | ---- | -------- |
| 1     | Hubert Huppertz | FRG  | 48,6     |
| 2     | Gérard Rasquin  | LUX  | 48,7     |
| 3     | Eugen Vogt      | FRG  | 49,6     |
| 4     | Jean Hamilius   | LUX  | 50,9     |

### 800 m
| Platz | Athlet        | Land | Zeit (min) |
| ----- | ------------- | ---- | ---------- |
| 1     | Ernst Viebahn | FRG  | 1:52,9     |
| 2     | Kurt Bonah    | FRG  | 1:53,0     |
| 3     | Josy Barthel  | LUX  | 1:53,5     |
| 4     | Roger Müller  | LUX  | 2:00,0     |

### 1500 m
| Platz | Athlet       | Land | Zeit (min) |
| ----- | ------------ | ---- | ---------- |
| 1     | Rolf Lamers  | FRG  | 3:57,6     |
| 2     | Heinz Laufer | FRG  | 3:59,0     |
| 3     | Matiussi     | LUX  | 4:13,2     |
| 4     | Kindsch      | LUX  | 4:18,4     |

### 3000 m
| Platz | Athlet           | Land | Zeit (min) |
| ----- | ---------------- | ---- | ---------- |
| 1     | Dieter Schlegel  | FRG  | 8:33,8     |
| 2     | Paul Frieden     | LUX  | 8:35,6     |
| 3     | Willi Holtkamp   | FRG  | 8:45,4     |
| DNF   | Charles Heirendt | LUX  |            |

### 110 m Hürden
| Platz | Athlet         | Land | Zeit (s) |
| ----- | -------------- | ---- | -------- |
| 1     | Hans Zepernick | FRG  | 14,9     |
| 2     | Oskar Scharr   | FRG  | 16,1     |
| 3     | Gutenkauf      | LUX  | 16,8     |
| 4     | Pixius         | LUX  | 20,0     |

### 4 × 100 m Staffel
| Platz | Besetzung      | Land                                                         | Zeit (s) |
| ----- | -------------- | ------------------------------------------------------------ | -------- |
| 1     | BR Deutschland | Heinz Kosina Leo Lickes Heinz Fischer Konrad Wittekindt      | 43,7     |
| 2     | Luxemburg      | Jean-Petit Hammer Robert Schaeffer Aisné Knepper René Kremer | 43,9     |

### 4 × 400 m Staffel
| Platz | Besetzung      | Land                                             | Zeit (min) |
| ----- | -------------- | ------------------------------------------------ | ---------- |
| 1     | BR Deutschland | Eugen Vogt Ernst Viebahn Kurt Bonah Leo Lickes   | 3:18,8     |
| 2     | Luxemburg      | Decker Jean Hamilius Gérard Rasquin Josy Barthel | 3:20,8     |

### Hochsprung
| Platz | Athlet               | Land | Höhe (m) |
| ----- | -------------------- | ---- | -------- |
| 1     | Hans-Georg Endruweit | FRG  | 1,83     |
| 2     | Peter Zeiß           | FRG  | 1,83     |
| 3     | Friesing             | LUX  | 1,70     |
| 4     | Knepper              | LUX  | 1,60     |

### Stabhochsprung
| Platz | Athlet        | Land | Höhe (m) |
| ----- | ------------- | ---- | -------- |
| 1     | Walter Simon  | FRG  | 3,50     |
| 2     | Georg Coß     | FRG  | 3,30     |
| 3     | Langers       | LUX  | 3,20     |
| 4     | Aisné Knepper | LUX  | 3,00     |

### Weitsprung
| Platz | Athlet         | Land | Weite (m) |
| ----- | -------------- | ---- | --------- |
| 1     | Heinz Klophaus | FRG  | 7,03      |
| 2     | Heinz Fallak   | FRG  | 6,84      |
| 3     | Fred Hammer    | LUX  | 6,65      |
| 4     | Pierre Knepper | LUX  | 6,51      |

### Kugelstoßen
| Platz | Athlet         | Land | Weite (m) |
| ----- | -------------- | ---- | --------- |
| 1     | Günther Noack  | FRG  | 14,23     |
| 2     | Walter Janssen | FRG  | 14,09     |
| 3     | René Kremer    | LUX  | 13,70     |
| 4     | Feipel         | LUX  | 12,20     |

### Diskuswurf
| Platz | Athlet         | Land | Weite (m) |
| ----- | -------------- | ---- | --------- |
| 1     | Günther Noack  | FRG  | 44,94     |
| 2     | Walter Janssen | FRG  | 44,82     |
| 3     | René Kremer    | LUX  | 44,11     |
| 4     | Schmidt        | LUX  | 35,38     |

### Speerwurf
| Platz | Athlet            | Land | Weite (m) |
| ----- | ----------------- | ---- | --------- |
| 1     | Helmut Wilshaus   | FRG  | 57,89     |
| 2     | Martin Reitknecht | FRG  | 57,84     |
| 3     | Dondelinger       | LUX  | 56,00     |
| 4     | Poncelet          | LUX  | 40,58     |